# Бузова (Богодухівський район)
Бузова (до 2016 року — Комсомольське) — село в Україні, у Краснокутській селищній громаді Богодухівського району Харківської області. Населення становить 82 осіб. До 2020 року орган місцевого самоврядування — Китченківська сільська рада.

## Географія
Селище знаходиться на відстані 2 км від сіл Китченківка, Настеньківка і Коломацький Шлях. По селищу протікає пересихаючий струмок з загатами. За 2 км знаходиться колишнє село Бузове Друге.

## Історія
За радянських часів і до 2016 року населений пункт носив назву Комсомольське і мав статус селища.
12 червня 2020 року ввійшло до складу Краснокутської селищної громади.
19 липня 2020 року Краснокутський район був ліквідований і селище ввійшло до складу Богодухівського району.
21 березня 2025 року віднесене до категорії сіл.